# Gianni e Pinotto contro il dottor Jekyll
Gianni e Pinotto contro il dottor Jekyll (Abbott and Costello Meet Dr. Jekyll and Mr. Hyde) è un film diretto da Charles Lamont e interpretato da Bud Abbott e Lou Costello, meglio noti in italia come Gianni e Pinotto. È il loro terzultimo film.

## Trama
I poliziotti Slim e Tubby vengono licenziati. Un giornalista indaga sulla morte di diverse persone per mano di un mostro, il signor Hyde, che è in realtà il dottor Jekyll che si trasforma grazie a una pozione che ha inventato. Slim e Tubby decidono di catturare il mostro per essere riassunti.
Con l'aiuto del giornalista inseguono il mostro sui tetti, quindi Tubby entra casualmente in una stanza e rinchiude Hyde in una gabbia, lasciandolo per andare a chiamare Slim, il giornalista e la polizia. Quando costoro arrivano sul posto, trovano il dottor Jekyll che nel frattempo ha riassunto le proprie sembianze, pertanto nessuno crede alla storia raccontata da Tubby.
Jekyll invita Slim e Tubby a passare la notte a casa sua con l'intenzione di ucciderli, allettando Slim con la promessa di offrire loro del denaro. Malgrado le perplessità e l'insicurezza di Tubby, l'unico al corrente della doppia identità di Jekyll, Slim convince l'amico a restare. Durante la notte Tubby perlustra la casa e scopre un laboratorio segreto, dove ci sono, tra le altre cose, animali ai quali sono stati scambiati i cervelli. Jekyll sorprende Tubby e nello stesso momento arriva anche Slim: mentre il dottore mostra tranquillamente ai due il laboratorio, Tubby beve qualcosa che crede sia acqua, ma in realtà ha ingoiato una pozione che lo trasforma in topo.
Quando l'effetto della pozione è terminato, anche Slim, che lo ha visto topo, capisce tutto. I due, che non vengono creduti nemmeno dal capo della polizia, portano il giornalista e la sua fidanzata, che è stata sempre amata da Jekyll senza che egli mai glielo rivelasse, a vedere il laboratorio, trovano una cantina al suo posto, in modo da far loro credere che Slim e Tubby si erano sbagliati. Quando il giornalista dice al dottore di voler sposare la fidanzata, questi va su tutte le furie e ridiventa Hyde, rivelando la propria doppia identità al giornalista, a Slim e a Tubby. Quest'ultimo si punge accidentalmente con la siringa che lo trasforma in un mostro tale e quale a Hyde. I mostri scappano e, essendo identici, confondono la polizia che li sta inseguendo. Mentre Hyde precipita e muore, Slim conduce Tubby - ancora con le sembianze del mostro - alla polizia. Li morde tutti e, dopo essere ridiventato uomo, i poliziotti si sono trasformati in mostri. Slim e Tubby, così, scappano.

## Distribuzione
Uscì negli Stati Uniti il 1º agosto 1953; in Italia venne distribuito nel 1960.